# 皮質遠環蚓
皮質遠環蚓（学名：Amynthas corticis）为巨蚓科遠環蚓屬下的一个种。